# Willie Keil
Willie Keil (* 12. Januar 1836 in Bethel, Missouri; † 19. Mai 1855 ebenda), auch bekannt als „Pickled Pioneer“ (deutsch eingemachter Pionier), war ein deutschstämmiger Amerikaner, dessen eingesargter Leichnam 1855 von einer Siedlergruppe aus Missouri über den Oregon Trail in den Pazifischen Nordwesten der USA mitgeführt wurde.
Keil war der Sohn des 1831 aus Preußen eingewanderten Wilhelm („William“) Keil (1812–1877), der die utopisch-religiöse Gruppierung der Betheliten in Bethel, Missouri, anführte. Die Gruppe beschloss im Frühling 1855, über den Oregon Trail ins Oregon-Territorium zu übersiedeln, um dort ihre Gesellschaftsutopie zu verwirklichen. Der 19-jährige Willie war von dieser Idee begeistert und erwirkte bei seinem Vater die Zusage, dass er den Zug der Planwagen anführen dürfe. Allerdings erkrankte er kurz vor der Abreise an Malaria, an der er am 19. Mai 1855 starb.
Um sein Versprechen zu halten, ließ sein Vater einen Sarg zimmern, der mit Blei ausgelegt wurde. Er legte die Leiche seines Sohnes hinein, füllte den Sarg mit 100-proof „Golden Rule“-Whiskey und nagelte den Deckel zu. Ein zum Leichenwagen umgebauter Planwagen führte dann den Zug der Betheliten auf ihrem Weg nach Westen an. Unterwegs wurde die Gruppe wiederholt von Indianern angehalten, die einen Blick auf die im Alkohol liegende Leiche werfen wollten, so unter anderem bei Fort Kearney (Kearney County) von Sioux sowie westlich von Fort Laramie. Die Siedlern auf dem Oregon Trail sonst oft feindlich gesinnten Indianer ließen die Betheliten danach jeweils unbehelligt weiterziehen.
Im November 1855 erreichte der Zug der Betheliten die Willapa Hills im heutigen Bundesstaat Washington, wo sie sich zunächst niederließen. Dort wurde Willie Keils Sarg am Abend des 26. November 1855 in der Nähe der heutigen Gemeinde Menlo beigesetzt. An der Grabstätte befindet sich heute eine Informationstafel.